# Fiesta de quince años

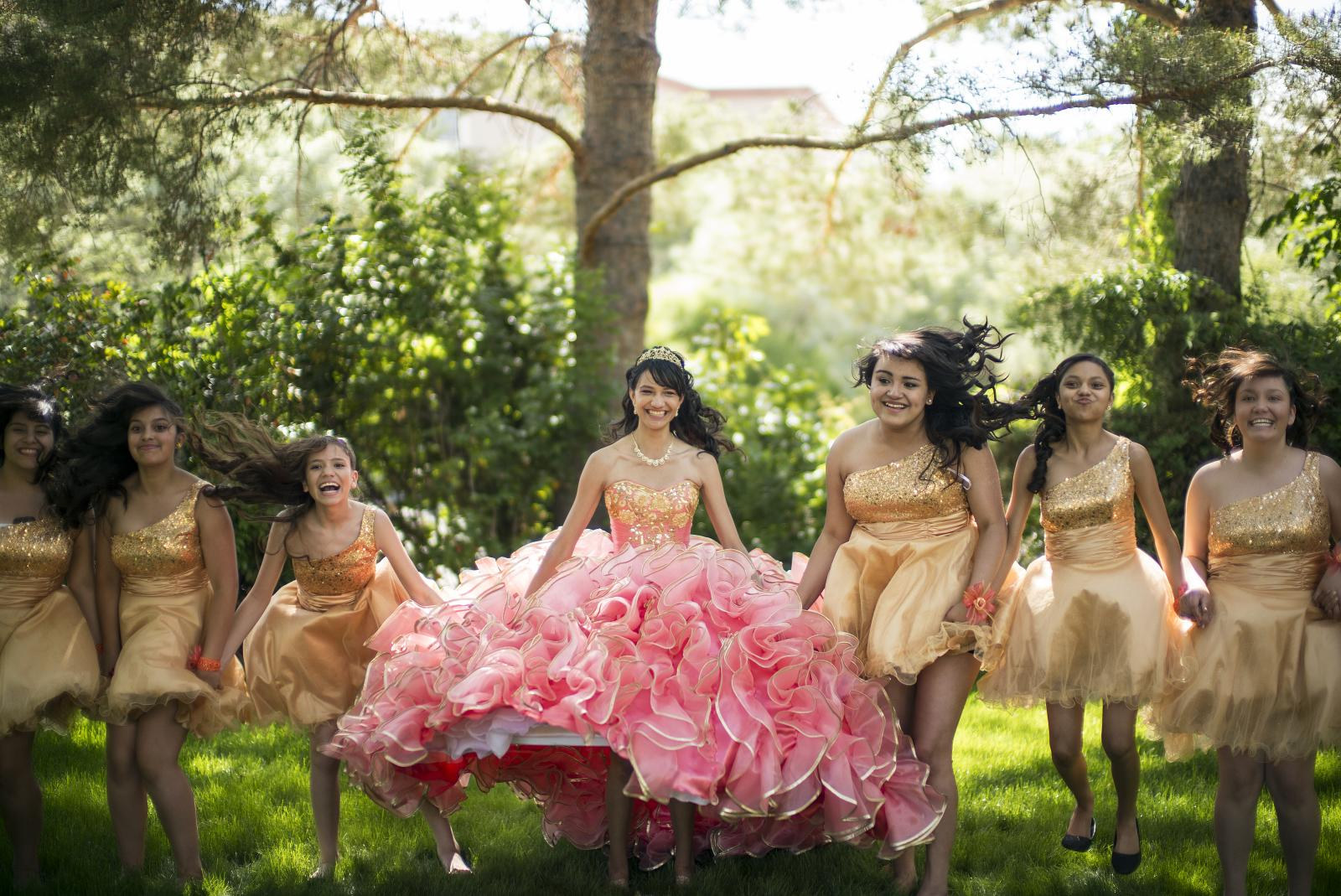
Jóvenes chicanas en una celebración de quinceañera en Santa Fe, Nuevo México.

En la actualidad la fiesta de quince años, también llamada fiesta de quinceañera, fiesta de quince, o simplemente quince o quino, es una fiesta en la cual una adolescente es presentada a la sociedad en los países latinoamericanos. La fiesta puede tener orientación religiosa católica en países como México y Colombia, o por simple celebración de vida en el caso de Venezuela.
Se conoce como fiesta de quince años a la costumbre proveniente de las grandes culturas precolombinas de México (aztecas y mayas) que realizaban los ritos de pubertad para indicar la entrada a la vida adulta. En estas culturas, al llegar a la fecha de quince años, las jóvenes salían de la familia a la escuela telpochcalli donde aprendían la historia y tradiciones de su cultura y se preparaban para el matrimonio. Luego, regresaban a la comunidad para celebrarles la fiesta de quinceañera. 
Con la conquista de los españoles, que eran católicos, incluyeron en la tradición indígena la inserción de la misa. En el siglo XIX el emperador de México, Maximiliano, y su esposa, Carlota, introdujeron vals y los vestidos.

## Celebración
La celebración marca la transición de niña a mujer de la quinceañera. Sirve como un modo de reconocer que la chica en cuestión ha alcanzado la madurez. La celebración puede variar, y de hecho varía mucho, según los distintos países. Sin embargo, el cumplir quince años no significa que la chica en cuestión sea ya mayor de edad porque esto va en dependencia de las leyes de cada país.
En Argentina, Bolivia, Brasil, Costa Rica, Cuba, Colombia, Ecuador, Guatemala, Honduras, México, Nicaragua, Panamá, Paraguay, Perú, Puerto Rico, República Dominicana, Uruguay y Venezuela la fiesta empieza con la llegada de la quinceañera, que luce un vestido confeccionado especialmente para la ocasión, por lo general vaporoso y al estilo princesa, normalmente acompañada por el brazo de su padre, con una entrada especial por la puerta principal, acompañada de música, con aplausos de los invitados. Luego empieza la ceremonia del vals, en el cual la chica baila primero con su padre y luego con parientes y amigos. En algunos casos durante el baile, se suele usar la canción Tiempo de vals de Chayanne. Normalmente el baile se divide en tandas, entre las cuales van las comidas. La organización más frecuente suele ser:
- Recepción de los invitados por la familia
- Entrada de la quinceañera del brazo del padre y/o el padrino
- Entrega de las 15 rosas (o lo que se prefiera) por hermanos, primos y amigos/as de la infancia
- Primera tanda de baile
- Vals con el padre, familiares y amigos
- Visita a los invitados mesa por mesa y foto
- Cena
- Reproducción del vídeo que representa la vida de la quinceañera
- Segunda tanda de baile
- Ceremonia de velas y palabras de agradecimiento de la quinceañera;
- Tercera tanda de baile
- Ceremonia de cumpleaños con canción y corte de torta
- Baile Carioca
- Entrega de recuerdos de la ocasión, Foto grupal  y despedida con entrega de souvenires

### Costumbres[1]
- La música que se acostumbra a usar es la elegida por la quinceañera. Se contrata un DJ y se le entrega una lista con la música a pasar. En Colombia y México[2] es usual escuchar la canción «Quince primaveras», de Vicente Fernández, la cual se suele pasar a la hora de partir la tarta.
- También se acostumbra a entregar recuerdos de la ocasión a todos los invitados al final de la celebración.
- Un uso reciente es la mesa de dulces, con tartas manzanas acarameladas, alfajores, bombones, chocolates, tortas, helado, panqueques con dulce de leche, etc.
- Otra tradición muy popular en las celebraciones de XV años en México, especialmente en la capital del país, es la renta de una limusina para realizar un recorrido por algunas de las avenidas y lugares más emblemáticos de la Ciudad de México. Este paseo suele incluir puntos icónicos como Paseo de la Reforma, el Zócalo capitalino y el Ángel de la Independencia. Durante este recorrido, la quinceañera va acompañada de sus chambelanes, quienes comparten con ella este momento especial antes de dar inicio a la fiesta formal. Esta costumbre no solo añade un toque de glamour y distinción a la celebración, sino que también permite capturar memorables fotografías en escenarios representativos de la ciudad.[3]

#### La ceremonia de las quince velas
Esta ceremonia se trata de la entrega, por parte de la cumpleañera, de quince velas a las personas que considere más importantes en el desarrollo de esos quince años, y suelen estar acompañadas por un discurso, en general dedicado a cada una de las personas a las que se les da este galardón.

## En países en específicos

### Brasil
En Brasil la misma celebración recibe el nombre de baile de debutante, festa de debutante o festa de quinze anos. La celebración comienza a las seis de la tarde normalmente, cuando llegan los invitados. La quinceañera llevará un vestido de recepción, que suele ser blanco y menos formal que el principal. Cuando llegan los invitados, la anfitriona pasa a un vestidor para cambiar de atuendo. Sale a bailar el vals con familiares o amigos cercanos. Al terminar el vals normalmente se hace un baile con la corte de honor, o ella sola, si es que así se quiere. Cuando ya se ha abierto la pista, el padre le cambia los zapatos a la quinceañera a unos de tacón y la madre le da el anillo. La quinceañera le dará una muñeca a alguien más pequeña que ella para simbolizar su paso a una etapa más madura. Terminado esos procesos, se lleva a cabo una cena, para posteriormente comenzar a bailar.

### Argentina y Uruguay
Por lo general, en Argentina y Uruguay, la celebración comienza al llegar los invitados 21hs, aunque esta en tendencia desde 2021, realizarla a la luz del día, alrededor de las 17hs como en Europa. (Esto cuadra según el gusto de quien festeja por: disfrutar la luz solar hasta la medianoche; o de vivir la noche y terminar casi al amanecer).  Al ingreso de la quinceañera, especialmente arreglada y maquillada, y del brazo del padre o padrino, es recibida en su camino fantásticamente ataviado, por hermanos, primos y amigos de la infancia que la esperan a ambos lados de este, para entregarle 14 rosas, pues la decimoquinta ya la ha entregado el padre. La cumpleañera saluda a todos, se toma fotos y luego se sienta en la llamada «mesa principal», donde reposará para tomar un refrigerio antes del baile.  
Luego del baile, el vals y la cena, se ven los vídeos simbólicos que rejuntan sus últimos quince años de vida, y si no se hizo el vals, entonces, se lleva a cabo el vals, empezado generalmente por el padre y finalizado con los amigos cercanos o algún familiar. Luego de la cena, el vídeo conmemorativo, se acostumbra a dar un espectáculo musical, teatral o solo un espacio para que los invitados le regalen unas palabras a la quinceañera, de lo que se pasa directamente a la fiesta, donde se pasa a escuchar todo tipo de música y puede entrar cualquier persona invitado al baile, y que no estuvo en la cena. En el transcurso de la noche, se realizan otras ceremonias, como la de las velas suvenir, en la que la quinceañera las entrega, palabras de agradecimiento de por medio, a las 15 personas más especiales en su vida, y que han hecho posible la felicidad y la realización de ésta. Luego del baile van abriendo la mesa dulce o candy bar, donde hay todo tipo de delicias, se le canta el feliz cumpleaños, sopla las velitas, corta la torta y, lanzando el cotillón, donde hay sombreros de tela, espumas, lentes, etc Se arma el baile carioca.
La quinceañera, en los meses previos a la fecha de su cumpleaños, hace un libro de fotos contratando a un profesional. Ocasionalmente, también realiza un libro con sus amigos o con su familia. Este es importante y que dará material fotográfico para realizar los centros de mesa, suvenires, libro de firmas, banner para la entrada y Retrato para el atril de la mesa del candy bar y la torta de cumpleaños. 
La celebración es llevada a cabo en quintas, salones, discotecas, casa propia, hoteles, restaurantes, etc. La familia de la cumpleañera suele gastar una gran cantidad de dinero en el evento.

### Colombia, Perú y Venezuela
La fiesta de quince años en Colombia, Venezuela y Perú se inicia con la llegada de los invitados. Posteriormente, cuando todos los invitados llegan, la quinceañera baja caminando por las escaleras con guardias a sus lados con sus nobles espadas arriba, acompañada de los brazos de su padre, quien es recibida por la madre, demás familiares y amigos. Luego, padre e hija bailan el vals (por tradición es uno clásico como El Danubio azul, mas también se suele emplear el tema Tiempo de vals de Chayanne). Cabe destacar que en Colombia y Perú, después de que la quinceañera haga su entrada, se realiza el cambio de zapatillas, normalmente ella lleva zapatos deportivos y su padre se lo cambia por unas sandalias o zapatos de tacón alto, simbolizando así que pasa de niña a mujer, luego baila el vals con su padre y luego con sus demás familiares masculinos:  tíos, hermanos o primos.
Para esta ocasión la quinceañera viste un traje de noche en tonos claros o pasteles, se encuentra vestida y maquillada ligeramente, y normalmente se le coloca una tiara en el pelo y joyas en su cuello y manos. Todos los invitados visten trajes formales, incluyendo los amigos de la quinceañera, que son de su misma edad.
Después del baile inicial, se entregan quince rosas a familiares y amigos que ella eligió, se apagan las quince velas con las rosas, se hace un brindis, y el padre o la madre da un discurso. Después de eso se comienza a abrir la pista de baile, con una coreografía montada por la quinceañera, y luego de eso, comienza la fiesta con música, comida, bebida, y en determinado momento se lleva a cabo la llamada hora loca, hasta altas horas de la noche. Es opcional realizar algún baile sorpresa realizado por la quinceañera (sola o acompañada), así como también algún baile que le regalen sus amigos, primos, etc.
En diferentes estudios sobre el origen de esta costumbre sudamericana, se ha concluido que la festividad ha ido derivando desde una tradición recia y familiar hacia un encuentro puramente social.
En los Llanos venezolanos también es común la interpretación de temas como Quince años de Reynaldo Armas, Vestida de garza blanca de Cristóbal Jiménez o Romance quinceañero de Luis Silva.

#### Perú
En Perú, es un evento de celebración que se realiza dar la bienvenida a una nueva etapa de la vida pasado de la niñez a la adultez, es considerado el eventos más importantes para cualquier mujer joven. En la celebración, la familia presentará ante la sociedad como señorita. Parte de la celebración incluyen la realización de una misa.
La planificación para la realización de la fiesta incluye la elección del lugar y fecha, la realización del presupuesto, la decoración, realización de una lista de invitados, selección del chambelan y damas, la preparación del pastel y los bocaditos, la distribución de las mesas para los asistentes. La elección del vestido puede ser alquilado o comprado, algunos incluyen una la falda para el cambio, además se elige los zapatos y los accesorios. La elección del peinado y maquillaje.
En la fiesta se realizará un discurso, el baile de honor que generalmente es un vals o puede ser la canción preferida de la agasajada, así como la realizará la toma de fotos y videos. En algunas fiestan incluyen DJ. 
La persona joven que acompaña a la quinceañera en la fiesta que se realiza en su honor es denominado chambelán. El chambelán cumple la función de asistir a la señorita durante la fiesta que puede ser el acompañamiento desde su ingreso a la ceremonia, la invitación a realizar el baile, algunos incluyen la realización de un discurso breve a los invitados en el que resaltará las virtudes, habilidades y talentos de la quinceañera.
Se realizó una serie de televisión basado en la fiesta de quince años.

### Ecuador
En Ecuador, esta fiesta se realiza de acuerdo al estrato social de la homenajeada. En los casos de familias de clase baja se festeja en muchas ocasiones en una casa familiar de forma íntima, o en las calles del barrio, si puede llegar a organizarse algo más grande. Mientras que los estratos medios y altos festejan en hoteles, clubes y salones, también se contempla la posibilidad de abrir los jardines de grandes residencias para el desarrollo de la fiesta. Es tradición que las hijas de familias respetables y conocidas de la ciudad de Guayaquil festejen un gran baile de gala en los salones del Club de la Unión de Guayaquil, el famoso baile de debutantes donde las homenajeadas son hijas de los socios del mencionado club. A éste asiste lo más granado de la alta sociedad de Guayaquil, ciudad en la cual aún se mantiene el respeto por las clases sociales.
En las antiguas celebraciones en la región de Achuar (Pastaza), al hermano de la joven que pasaba a la edad adulta se le fustigaba con la vara del jefe de la tribu como símbolo de preparación para la carga que supone este paso para la familia. Con el tiempo, la vara fue sustituida por la correa del padre de la joven. Lógicamente esta tradición se ha ido perdiendo por considerarse salvaje, ya que en muchos casos las varas empleadas eran fabricadas con ramas secas de árboles recios. Sin embargo, muchos pueblos indígenas, como es el caso de Puruhá, a día de hoy mantienen esta parte de la tradición.

### Cuba
En Cuba la fiesta puede incluir una danza coreografiada de grupo, en la cual 14 parejas bailan el vals alrededor de la quinceañera, la cual es conducida por uno de los bailarines principales y un chico de su elección. La coreografía incluye a veces otros cuatro o seis bailarines llamados «escortes» o acompañantes, los cuales tienen permitido bailar alrededor de la quinceañera. Suelen ser bailarines inexpertos, cuya función es resaltar a la pareja central. También se les permite vestir trajes formales de diferentes colores.
Las celebraciones del decimoquinto cumpleaños son muy populares en Cuba. Esta costumbre entró en parte por vía de España, pero su mayor influencia era francesa. Las familias ricas, que se podían permitir alquilar comedores caros en clubs privados u hoteles de 4 y 5 estrellas, fueron las auténticas precursoras de las quinceañeras, a las que llamaban quinces. Esas celebraciones transcurrían normalmente en la casa de la chica o en la casa más espaciosa de algún pariente.

### México
En México, para esta ocasión, la quinceañera es maquillada y peinada especialmente para el evento, saliendo del maquillaje, peinado convencionales, y portando un vestido con los colores que la quinceañera eligió. En el caso de los varones es menos acostumbrado pero algunas familias suelen celebrar una misa en acción de gracias por la llegada del joven a la adolescencia, normalmente el joven viste ropa formal y se realiza una comida con familiares y amigos.
En la tradición mexicana, si la quinceañera es católica, la festividad empieza con una misa de Acción de Gracias, en la que también se venera a la Virgen, por el motivo de que a esa edad le fue anunciado que tendría a Jesús. La quinceañera acude a la misa con un vestido formal (generalmente llamativo y creativo, haciendo alusión a una especie de princesa) del color que ella eligió previamente (por lo general tonos pasteles o intensos o simplemente blancos), donde una medalla se le otorga por algún padrino o madrina suya, siendo bendecida previamente, acompañada de sus padres, padrinos (en algunas ocasiones los de bautizo) y chambelanes. Después de la misa la quinceañera pasea en una limusina con los acompañantes le sigue una fiesta en casa de la quinceañera o en el banquete de un comedor, casino, tocada o salón de fiestas, usualmente reservados con un año de antelación para la ocasión. En la fiesta la quinceañera baila generalmente algunos valses con sus chambelanes.
También se realizan otros rituales, como el del último juguete, basándose en la tradición maya sobre que esta posesión sería el último objeto de uso infantil que usaría, ya que para ese entonces su casamiento sería próximo; y también el de las zapatillas, en el que el padre de la quinceañera cambia su zapatos planos por unos de tacón alto, que también simboliza el paso a la madurez.
Después se inicia la cena (o antes de todos los bailes) y la fiesta llega al momento en que los grupos musicales o conjuntos contratados empiezan su rutina, dándole vida y espíritu a la fiesta.

### República Dominicana
En República Dominicana este festejo es muy tradicional y común. Se inicia con una misa en una Iglesia católica para recibir la bendición de Dios y dar gracias por un nuevo año de vida. En la fiesta la quinceañera hace su entrada al lugar de la fiesta (por lo regular una hacienda, un salón de fiestas, una discoteca, hotel o la casa de la quinceañera) acompañada de 14 parejas adicionales, que, sumadas a la de la propia quinceañera, forman 15 parejas. Por lo regular la quinceañera viste un traje vaporoso en tonos pasteles e inicia llevando tenis o zapatos bajos (representación de inocencia y elegancia) y las demás parejas visten trajes largos (las damas), y traje y corbata (los jóvenes), los cuales llegan a ser vistosos, pero sin llegar a opacar el traje de la quinceañera, quien es la protagonista de dicha celebración. Casi inmediatamente la quinceañera baila el vals con su pareja acompañante, quien por lo regular a mitad del vals la pasa a manos de su padre para terminar él bailando mejor dicho vals.
Es costumbre que la quinceañera y las parejas acompañantes realicen varias coreografías, que pueden incluir ritmos como merengue, pop, salsa, etc. 
Luego se realiza la tradición del cambio de zapatillas, donde el padre le quita los tenis y le pone los tacones.
Es costumbre servir un bufet y varias bebidas durante la celebración de las mismas, así como la entrega de suvenires o recuerdos a los invitados, además del tradicional álbum de firmas, en el cual los invitados al entrar a dicha celebración firman para dejar constancia de su presencia en la fiesta.
Uno de los principales atractivos en República Dominicana es la tradicional tarta de quince años, que llega a ser generalmente una tarta de inmenso tamaño y belleza, ya que se llegan a usar diseños muy vistosos para la decoración de la misma, y la cual es cortada poco después de consumir la comida que fue servida a los invitados por la quinceañera.
Es tradición la participación de un artista o banda musical en la celebración de la fiesta para amenizar y dar el toque musical.

## España
Si bien el origen de la fiesta parece traer causa en la antigua fiesta aristocrática europea de la «puesta de largo» —o «baile de debutantes» según la nomenclatura de influencia extranjera—, en la que se celebraba la presentación en sociedad de las doncellas casaderas y su consiguiente cambio de vestuario, dicha fiesta siempre estuvo en los reinos peninsulares restringida a las clases altas y en el siglo XX vio retrasada su edad de celebración para coincidir con la mayoría de edad civil. Aunque fue exportada a América, donde arraigó también entre las clases populares, en España fue paulatinamente desapareciendo a lo largo del siglo XX. Sin embargo, la costumbre ha resultado de nuevo reintroducida, aunque en una versión menos formal, a consecuencia de la inmigración latinoamericana, cuyos miembros la han aplicado a su segunda generación. No obstante, esta versión de la fiesta no se considera, en general, una costumbre propia de España, sino exclusiva de inmigrantes.